# Proechimys gardneri
Proechimys gardneri é uma espécie de roedor da família Echimyidae.
Pode ser encontrada na Bolívia e Brasil. Registrada em duas localidades, limitadas pelo rio Juruá, a oeste, e pelo rio Madeira, a leste.